# 사뮈엘 에토
사뮈엘 에토 피스(프랑스어: Samuel Eto'o Fils, 1981년 3월 10일 ~ )는 카메룬의 전 축구 선수이자 현 축구 행정가로 2021년부터 현재까지 카메룬 축구 연맹의 회장직을 맡고 있다. '흑표범'이라는 별명으로도 잘 알려진 그는 동물적인 감각의 골 결정력과 폭발적인 스피드, 정교한 기술과 볼 컨트롤로 유명하며, 그의 세대에서 가장 뛰어난 스트라이커 중 한 명으로 평가되고 있다.
2000년 하계 올림픽 금메달리스트이기도 한 그는 2004-05, 2005-06 시즌에 스페인 라리가에서 득점왕을 차지한 적이 있다. 또한 FC 바르셀로나 소속으로 2008-09 시즌 라리가 우승, 코파 델 레이 우승, UEFA 챔피언스리그 우승을 하였으며, 인테르나치오날레 소속으로도 2009-10 시즌 세리에 A 우승, 코파 이탈리아 우승, UEFA 챔피언스리그 우승을 하여 역사상 최초로 두 시즌 연속 트레블과 두 개 팀 트레블을 달성한 선수가 되었다.

## 클럽

### 레알 마드리드
에토는 1997년에 레알 마드리드에 입단하였지만, 레알 마드리드 B에서만 활동을 하였다. 레알 마드리드 B는 3부 리그인 세군다 디비시온 B로 강등되었는데, 세군다 디비시온 B는 비EU 출신 선수들을 보유하는 것을 허용하지 않았기 때문에, 에토는 1997-98시즌에 2부 리그팀인 CD 레가네스로 임대되었다.

### 마요르카
1999-00 시즌에 에토는 라리가의 RCD 마요르카로 임대되었다. 마요르카에서의 두 번째 시즌인 2000-01 시즌에는 리그에서 11골을 넣으며 관심을 모으기 시작하였고, 시즌이 끝나고 에토는 레알 마드리드를 떠나 마요르카와 440만 파운드에 마요르카 역사상 최대 금액으로 계약을 맺으며, 일약 스타덤에 올랐다. 그는 2003년 코파 델 레이의 레크레아티보와의 결승전을 보기 위해 온 마요르카 팬들을 위해 3만 유로를 기부하여 식사를 제공하여 팬들의 감사에 보답하였다. 마요르카는 이 경기에서 에토의 두 골을 포함하여 3 대 0으로 승리하였다. 그러나 그의 변덕스러운 태도는 그라운드 밖에서의 문제로 이어지곤 했다. 에토는 몇몇 싸움에 연루되면서 다양한 사건을 일으켰다.
54골로 마요르카의 리그 최다 득점자가 된 에토는 2004년 여름에 마요르카와 레알 마드리드, 바르셀로나와의 오랜 삼자협상 끝에 FC 바르셀로나와 2,400만 유로에 계약하였다. 처음에 레알 마드리드가 다시 데려오려고 했지만, 결국 바르셀로나가 그와의 계약에 성공하였다. 게다가 레알 마드리드는 이미 3인의 비EU 쿼터가 가득찬 이후였다.

### 바르셀로나

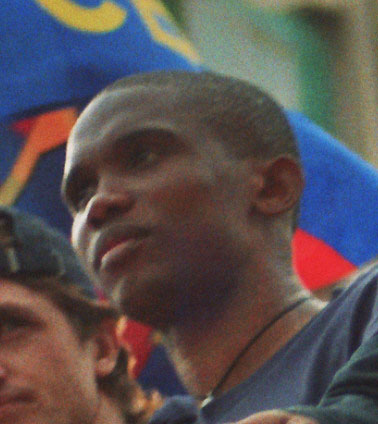
라리가 05-06 우승 축하연의 에토

에토는 2004년 8월 29일에 열린 라싱 산탄데르와의 리그 개막전에서 바르셀로나 데뷔전을 가졌다. 2004-05 시즌 리그 우승 후 캄 노우에서 열린 축하 파티에서 에토는 팬들과 함께 레알 마드리드와 관련된 과격한 발언을 하여, 스페인 축구 협회로부터 1만 2천 유로의 벌금을 물고, 나중에 사과를 하였다. 그는 생애 첫 번째 프로팀이었던 레알 마드리드의 용서를 구하였고, 레알 마드리드의 팬클럽 수뇌부는 "선수로서는 훌륭한 선수이지만, 인간으로서는 많은 것이 요구된다."고 언급하였다.
2004-05 시즌 리그에서 공식적으로 25골을 기록했으나 마르카 기준 24골로 집계되어 피치치와 유러피언 골든슈를 모두 놓친 에토는 2005-06 시즌 마지막 경기인 아틀레틱 빌바오와의 경기에서 26번째 골을 기록하면서 발렌시아의 다비드 비야를 한 골 차로 제치고 피치치를 수상하였다.

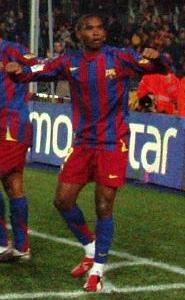
바르셀로나의 에토

에토는 2005-06년 UEFA 챔피언스리그에서 총 6골을 넣으며 바르셀로나의 챔피언스리그 우승에 기여하였다. 또한 챔피언스리그 결승전에서는 전반 18분, 호나우지뉴의 패스를 받아 아스널의 골키퍼인 옌스 레만과 1 대 1 찬스를 맞아 레만의 퇴장을 이끌어냈다. 그럼에도 불구하고 바르셀로나는 전반 막판에 솔 캠벨에게 선제 실점을 하며 숫적 우위를 살리지 못하였다. 그러나 후반 30분 에토는 마침내 팀을 구하는 동점골을 기록하였고, 팀도 2 대 1로 승리하며 챔피언스리그 우승을 달성한다.
그 해, 에토는 아프리카 올해의 축구 선수를 3년 연속으로 수상하였다. 또한 2년 연속으로 FIFPro 월드 XI에 선정되었으며, FIFA 올해의 선수 3위를 차지하였다. 이는 조지 웨아에 이어서 아프리카 출신 선수 가운데 두 번째로 3위 내에 선정된 것이다.
2006년 9월 27일에 열린 베르더 브레멘과의 챔피언스리그 조별리그 경기에서 오른쪽 무릎 관절 파열로 에토의 2006-07시즌은 불행하게 시작되었다. 바르셀로나의 재활치료사는 부상 회복에 2~3달이 걸릴 것이라고 추정하였다. 수술 이후에 에토의 재활 기간은 5개월로 늘어났지만 에토는 2007년 1월 초에 훈련에 다시 참가하였다.
2008-09 시즌 에투는 리그에서 30골을 기록했으며 맨체스터 유나이티드 FC와의 2009 UEFA 챔피언스리그 결승전에서도 네마냐 비디치를 제치고 결승골을 득점, FC 바르셀로나의 챔피언스리그 우승과 트레블 달성을 견인하였다.

### 인테르나치오날레 밀라노
2009년 여름 바르셀로나와 인테르가 즐라탄 이브라히모비치와 에토+40m의 스왑딜에 합의하여, 에토는 5년 계약으로 FC 인테르나치오날레 밀라노에 입단하였다. 인테르에서는 종전의 역할과는 다르게 두 명의 공격수 중 좀 더 수비적인 역할을 맡거나, 세 명의 공격수 중 윙어 역할을 맡았다. 그는 이 달라진 역할에도 적응하였고, 결국 그는 두 시즌 연속 트레블이라는 진귀한 성과를 얻어내게 된다.

### 안지 마하치칼라
2011년 여름 이적 시장에서 그는 전 세계 축구 선수 중에서 최고 연봉을 받는 조건으로 러시아의 신흥구단 FC 안지 마하치칼라로 이적하였다.

### 첼시
그는 2013년 여름 이적 시장을 통해 첼시 FC로 이적하였고, 시즌이 끝난 후, 계약 해지되었다.

### 은퇴
이후 에버턴 FC, UC 삼프도리아, 안탈리아스포르, 코니아스포르, 카타르 SC에서 뛰다가 2019년 9월 7일, 현역 은퇴를 선언하였다.

## 국가대표
에토는 카메룬 축구 국가대표팀 소속으로 뛰면서 2000, 2002년 아프리카 네이션스컵 우승을 견인했으며 2000년 하계 올림픽 축구 남자 금메달을 안겨주었다. 또한, 1998년 프랑스 월드컵, 2002년 한일 월드컵, 2010년 남아공 월드컵, 2014년 브라질 월드컵에 출전하였다.
한편 에토는 카메룬 축구협회의 행정을 비난하면서 A매치 8경기 출전 정지 중징계를 받았는데, 2013년 아프리카 네이션스컵 예선에서 1차전 카보베르데와의 원정 경기에서 팀이 0-2로 패하면서 탈락할 위기에 처하자, 카메룬 대통령과 체육부장관까지 나서면서 에토의 복귀를 추진했고, 에토가 이를 받아들여 다시 대표팀에 복귀하게 되었다. 카메룬이 2차전 홈에서 카보베르데를 2-1로 꺾었지만, 결국 합계 2-3으로 카메룬은 2회 연속 네이션스컵에 진출하지 못하면서 카보베르데에게 진출권을 내주게 되었다. 조국의 네이션스컵 본선 출전이 좌절된 에토는 이후 "네이션스컵 본선에 오른 팀은 카보베르데를 무시하면 안 된다"라고까지 말했다. 2014년 FIFA 월드컵이 끝나고 국가대표 은퇴를 발표했다.
2025년 3월 7일, 스포츠 중재 재판소는 사뮈엘 에토오의 CAF 집행위원회 위원 선거 후보자 명단에 복귀하라고 명령했습니다.

## 클럽 통계
| 클럽           | 시즌    | 리그 | 리그 | 컵   | 컵   | 유럽 대회 | 유럽 대회 | 합계 | 합계 |
| 클럽           | 시즌    | 출장 | 득점 | 출장 | 득점 | 출장      | 득점      | 출장 | 득점 |
| -------------- | ------- | ---- | ---- | ---- | ---- | --------- | --------- | ---- | ---- |
| 레가네스       | 1997–98 | 28   | 3    | 2    | 1    | 0         | 0         | 30   | 4    |
| 레가네스       | 합계    | 28   | 3    | 2    | 1    | 0         | 0         | 30   | 4    |
| 레알 마드리드  | 1998–99 | 1    | 0    | 0    | 0    | 0         | 0         | 1    | 0    |
| 레알 마드리드  | 1999–00 | 2    | 0    | 1    | 0    | 3         | 0         | 6    | 0    |
| 레알 마드리드  | 합계    | 3    | 0    | 1    | 0    | 3         | 0         | 7    | 0    |
| 에스파뇰       | 1998–99 | 0    | 0    | 1    | 0    | 0         | 0         | 1    | 0    |
| 에스파뇰       | 합계    | 0    | 0    | 1    | 0    | 0         | 0         | 1    | 0    |
| 마요르카       | 1999–00 | 13   | 6    | 0    | 0    | –         | –         | 13   | 6    |
| 마요르카       | 2000–01 | 28   | 11   | 5    | 2    | –         | –         | 33   | 13   |
| 마요르카       | 2001–02 | 30   | 6    | 1    | 1    | 9         | 3         | 40   | 10   |
| 마요르카       | 2002–03 | 30   | 14   | 6    | 5    | 0         | 0         | 36   | 19   |
| 마요르카       | 2003–04 | 32   | 17   | 4    | 1    | 7         | 4         | 43   | 22   |
| 마요르카       | 합계    | 133  | 54   | 16   | 9    | 16        | 7         | 165  | 70   |
| 바르셀로나     | 2004–05 | 37   | 25   | 1    | 0    | 7         | 4         | 45   | 29   |
| 바르셀로나     | 2005–06 | 34   | 26   | 2    | 2    | 11        | 6         | 47   | 34   |
| 바르셀로나     | 2006–07 | 19   | 11   | 5    | 1    | 3         | 1         | 27   | 13   |
| 바르셀로나     | 2007–08 | 18   | 16   | 3    | 1    | 7         | 1         | 28   | 18   |
| 바르셀로나     | 2008–09 | 36   | 30   | 4    | 0    | 12        | 6         | 52   | 36   |
| 바르셀로나     | 합계    | 144  | 108  | 15   | 4    | 40        | 18        | 199  | 130  |
| 인터 밀란      | 2009–10 | 32   | 12   | 3    | 2    | 13        | 2         | 48   | 16   |
| 인터 밀란      | 2010–11 | 35   | 21   | 8    | 8    | 10        | 8         | 53   | 37   |
| 인터 밀란      | 2011–12 | 0    | 0    | 1    | 0    | 0         | 0         | 1    | 0    |
| 인터 밀란      | 합계    | 67   | 33   | 12   | 10   | 23        | 10        | 102  | 53   |
| 안지           | 2011–12 | 22   | 13   | 1    | 0    | 0         | 0         | 23   | 13   |
| 안지           | 2012–13 | 25   | 10   | 3    | 2    | 16        | 9         | 44   | 21   |
| 안지           | 2013–14 | 6    | 2    | 0    | 0    | 0         | 0         | 6    | 2    |
| 안지           | 합계    | 53   | 25   | 4    | 2    | 16        | 9         | 73   | 36   |
| 첼시           | 2013–14 | 21   | 9    | 5    | 0    | 9         | 3         | 35   | 12   |
| 첼시           | 합계    | 21   | 9    | 5    | 0    | 9         | 3         | 35   | 12   |
| 에버턴         | 2014–15 | 14   | 3    | 3    | 0    | 4         | 1         | 21   | 4    |
| 에버턴         | 합계    | 14   | 3    | 3    | 0    | 4         | 1         | 21   | 4    |
| 삼프도리아     | 2014–15 | 18   | 2    | 0    | 0    | –         | –         | 18   | 2    |
| 삼프도리아     | 합계    | 18   | 2    | 0    | 0    | –         | –         | 18   | 2    |
| 안탈리아스포르 | 2015–16 | 31   | 20   | 1    | 0    | –         | –         | 32   | 20   |
| 안탈리아스포르 | 2016–17 | 30   | 18   | 0    | 0    | –         | –         | 30   | 18   |
| 안탈리아스포르 | 2017–18 | 15   | 6    | 0    | 0    | –         | –         | 15   | 6    |
| 안탈리아스포르 | 합계    | 76   | 44   | 1    | 0    | –         | –         | 77   | 44   |
| 코니아스포르   | 2017–18 | 17   | 6    | 1    | 0    | –         | –         | 18   | 6    |
| 코니아스포르   | 합계    | 17   | 6    | 1    | 0    | –         | –         | 18   | 6    |
| 카타르 SC      | 2018–19 | 17   | 6    | 6    | 4    | –         | –         | 23   | 10   |
| 카타르 SC      | 합계    | 17   | 6    | 6    | 4    | –         | –         | 23   | 10   |
| 총합           | 총합    | 587  | 293  | 66   | 30   | 111       | 48        | 764  | 371  |

## 수상

#### 레알 마드리드
- UEFA 챔피언스리그: 1999-00

#### 마요르카
- 코파 델 레이: 2002-03

#### 바르셀로나
- 라리가: 2004-05, 2005-06, 2008-09
- 코파 델 레이: 2008-09
- 수페르코파 데 에스파냐: 2005, 2006
- UEFA 챔피언스리그: 2005-06, 2008-09

#### 인테르나치오날레
- 세리에 A: 2009-10
- 코파 이탈리아: 2009-10, 2010-11
- 수페르코파 이탈리아나: 2010
- UEFA 챔피언스리그: 2009-10
- FIFA 클럽 월드컵: 2010

#### 카메룬
- 아프리카 네이션스컵: 2000, 2002
- 하계 올림픽 금메달: 2000
- FIFA 컨페더레이션스컵 준우승: 2003

### 개인
- 아프리카 올해의 신인 선수: 2000
- 아프리카 올해의 축구 선수: 2003, 2004, 2005, 2010
- ESM 올해의 팀: 2004-05, 2005-06, 2008-09, 2010-11
- FIFA 올해의 선수 3위: 2005
- 월드 사커 올해의 선수 2위: 2006
- FIFPro 월드 XI: 2005, 2006
- UEFA 올해의 팀: 2005, 2006
- CAF 올해의 팀: 2005, 2006, 2008, 2009, 2010, 2011
- 라리가 득점왕: 2004-05, 2005-06
- 세리에 A 올해의 팀: 2010-11
- UEFA 챔피언스리그 결승전 MoM: 2006
- UEFA 챔피언스리그 도움왕: 2005-06
- FIFA 컨페더레이션스컵 올스타팀: 2001
- 아프리카 네이션스컵 득점왕: 2006, 2008
- UEFA 올해의 공격수: 2005-06
- FIFA 클럽 월드컵 골든볼: 2010
- FIFA 클럽 월드컵 결승전 MoM: 2010
- 코파 이탈리아 득점왕: 2010-11
- 코파 이탈리아 결승전 MoM: 2011
- 러시아 프리미어리그 올해의 선수 : 2012-13
- 러시아 프리미어리그 톱 33: 2011-12 (RF 2위), 2012-13 (RF 1위)
- 러시아 프리미어리그 이달의 선수: 2012년 9월
- 쉬페르리그 올해의 팀: 2015-16
- 옹즈 드 옹즈: 2005, 2006
- 레키프 올해의 팀: 2005, 2006
- 글로브 사커 커리어 어워드: 2016
- 골든풋: 2015

#### 선정, 기록
- 발롱도르 드림팀 후보: 2020 (RW 6위)
- 돈 발론 21세기 드림팀[4]
- IFFHS 올타임 남자 아프리카 드림팀: 2021
- IFFHS 올타임 카메룬 드림팀: 2021
- 인테르 명예의 전당: 2021
- 아프리카 올해의 축구 선수 역대 최다 수상자
- 아프리카 네이션스컵 역대 최다 득점자
- 카메룬 국가대표팀 역대 최다 득점자
- 마요르카 역대 최다 득점자

#### 발롱도르
- 2004 - 15
- 2005 - 10
- 2006 - 6
- 2007 - 30
- 2008 - 17
- 2009 - 5
- 2010 - 12
- 2011 - 8

#### FIFA 올해의 선수[5]
- 2004 - 14
- 2005 - 3
- 2006 - 5
- 2007 - 12
- 2008 - 7
- 2009 - 9

## 같이 보기
- A매치 100경기 이상 출전한 축구 선수 명단